# 中野剛
中野 剛（なかの つよし、1966年12月13日 - ）は、群馬県出身の俳優。身長180cm。体重73kg。血液型はA型。中野笑店主宰。

## おもな出演

### 映画・Vシネマ
- アイドル爆弾 - 宮前警察署長
- アウトレイジ ビヨンド - 西野の若衆
- 赤い手錠 死刑囚サオリ - 成田刑事
- 明日泣く - 刑事
- あばしり一家 THE MOVIE - ナレーション
- 尼 - 野上和也
- 甘い鞭 - 藤田赳夫
- IN&OUT - 亮
- インキュバス - 管理人
- ウルトラセブン1999最終章6部作 - 地球防衛軍参謀
- SPウーマン〜美しき生贄
- エッチの料理ショー
- 踊る大捜査線 - 本庁捜査員
  - 踊る大捜査線 THE MOVIE3 ヤツらを解放せよ!
  - 踊る大捜査線 THE FINAL 新たなる希望
- 女陰陽師 邪淫覚醒 - 荒木
- 女座頭のお市 - 五郎
- 怨霊 - 小山寛
- ガール
- かにゴールキーパー - 主審
- 神隠し - 神主
- 狂愛 - 上司
- クネクネ - 杉本浩平
- グミ・チョコレート・パイン - ラジオのパーソナリティー
- 契約 スチュワーデス 真夜中の淫飛行 - 下田
- 激ウマ!!チャンピオン とんかつ・フードバトル篇
- 恋は舞い降りた。 - ホスト
- こぎゃるかん - 亜季の父
- こちら葛飾区亀有公園前派出所 THE MOVIE 〜勝どき橋を封鎖せよ!〜SP - 木村
- 殺人蜂 キラー・ビー - 真壁
- ジェネレーションG - 栗山刑事
- 渋谷の女子高生が語った呪いのリスト
  - 渋谷の女子高生が語った呪いのリスト8
  - 渋谷の女子高生が語った呪いのリスト9 - 父
- 謝罪の王様
- 新任女教師 魔性の肉体 - 西脇雄一
- 新・痴漢白書
- セクシーキャット - 東条
- セレブ妻の憂鬱 覗かれた高級エステサロン
- Zero WOMAN R 警視庁0課の女/欲望の代償 - 私服警官
- ゾンビ自衛隊 - ゾンビ
- デイドリーム - 川本孝明
- デスノート the Last name - さくらTV警備員
- 天国からのラブレター - ナンパの男
- ヌードの夜/愛は惜しみなく奪う
- 爆裂 パチンコ・バトル さすらいのギャンブラー篇
- パチンコバトルさすらいのパチンカー - 黒尾節郎
- ハンサム★スーツ - 10円玉を拾う男
- ひきこさんの惨劇 - 小林健三
- 人が人を愛することのどうしようもなさ - 瀬川
- フィギュアなあなた - ガードマン
- プールの時間 憧れのスクール水着 - 青田浩一
- ボクたちの交換日記 - キャバクラの客
- 麻雀群狼記 ゴロ - 野田
- またの名を、父 - 尚樹
- ヤクザ大辞典 - ヤクザ若衆
- 霊界の扉 ストリートビュー - 店長
- レディ・ドラゴン 怒りの鉄拳 - 安藤ひろし
- キュクロプス
- 見えない目撃者 - 新井文則
- AI崩壊 - 橋本翔太
- ゴミ屑と花  - 山本の友人[1]

### テレビドラマ

#### NHK
- 外事警察（2009年） - 須藤勲 役
- 金魚倶楽部（2011年） - 佐伯三郎 役
- 連続テレビ小説
  - 花子とアン（2014年） - 内藤支店長 役
  - とと姉ちゃん（2016年） - 宇田川徳二 役
  - 半分、青い。（2018年） - 江口正樹 役
  - エール（2020年） - 営業部長
  - ちむどんどん (2022年) - 内間食品人事課長 役
- 風の峠〜銀漢の賦〜（2015年） - 酒井伝三郎 役
- 大河ドラマ
  - 毛利元就（1997年）
  - 葵 徳川三代（2000年）
  - 龍馬伝（2010年）
  - 平清盛（2012年）
  - 花燃ゆ（2015年）
  - 真田丸（2016年） - 大久保忠世 役
  - おんな城主 直虎（2017年）
  - 麒麟がくる（2020年）
  - 青天を衝け（2021年)
- アシガール（2017年） - 諸橋則次 役
- デジタル・タトゥー（2019年） - 下山部長 役
- 赤ひげ (2017年のテレビドラマ) 第3シリーズ（2020年） - 源太郎 役
- プリズム (テレビドラマ)（2022年） - 高槻医師 役
- 歴史探偵（2022年12月14日） - 毛利輝元 役

#### 日本テレビ
- あなたの番です（2019年） - 刑事課長
- 私たちはどうかしている（2020年） - 角倉正彦の父 役
- 恋です!〜ヤンキー君と白杖ガール〜  第8話 -（2021年12月1日） - イベントの客 役
- 束の間の一花（2022年） - 谷雅史 役
- 花咲舞が黙ってない 第3シリーズ 第4話（2024年5月4日、日本テレビ） - 菊池一男 役[2]

#### TBS
- 安堂ロイド〜A.I. knows LOVE?〜（2013年） - 中島医師 役
- ホワイト・ラボ〜警視庁特別科学捜査班〜（2014年） - 浦賀敏行 役
- ヤメゴク〜ヤクザやめて頂きます〜（2015年） - 稲垣十三 役
- アルジャーノンに花束を（2015年） - 吉永医師 役
- アンナチュラル（2018年） - 小早川刑事 役
- きみが心に棲みついた（2018年） - 星名漣の父 役
- 初めて恋をした日に読む話（2019年） - 木下裕二 役
- 4分間のマリーゴールド（2019年） - 大村拓郎 役
- 月曜ゴールデン
  - 「緑川警部シリーズ2」（2010年） - 前田正宗 役
  - 「警視庁機動捜査隊216 Ⅷ」（2017年） - 里田編集長 役
- 恋する母たち（2020年） - 加島宣伝部長 役
- 最愛 （2021年） - 曽根刑事 役
- マイファミリー（2022年）
- Get Ready! 最終話（2023年3月12日） - 黒いスーツの男 役
- トリリオンゲーム 第3話（2023年7月28日） - 社員 役

#### フジテレビ
- 愛のソレア（2004年） - 小林プロデューサー 役
- がんばっていきまっしょい（2005年） - 岬雄太 役
- 夏の秘密（2009年） - 村田警部 役
- パーフェクト・リポート（2010年） - 新庄刑事 役
- 外交官 黒田康作（2011年） - 鮫島遼二 役
- 金曜プレステージ
  - 「女医・倉石祥子1」（2012年） - 竜崎騎一郎 役
- プラチナエイジ（2015年） - 鴨川恒春 役
- とげ 小市民 倉永晴之の逆襲（2016年） - 橋口正彦 役
- 僕たちがやりました（2017年） - 柏木圭介 役
- さくらの親子丼
  - 第一シリーズ（2017年） - 刑事
  - 第三シリーズ（2020年） - 門倉稔（真由子の父） 役
- FINAL CUT（2018年） - 湯浅光明 役
- 直撃!シンソウ坂上  再現ドラマ「西鉄バスジャック事件」（2018年） - 細川昌樹
- 絶対零度（2018年） - 深瀬公平 役
- 結婚相手は抽選で（2018年） - 心療内科医
- リカ（2019年） - 六合村卓治 役
- 竜の道 二つの顔の復讐者（2020年） - 金沢
- イチケイのカラス（2021年） - 布施元治 役
- ドクターホワイト（2022年）
- テッパチ!（2022年） - 馬場正成 役
- PICU 小児集中治療室（2022年） - 小林医師 役
- 世にも奇妙な物語’23 夏の特別編 「小林家ワンダーランド」（2023年、フジテレビ） - 岸田昌孝（部長） 役
- アンメット ある脳外科医の日記 第2話（2024年4月22日、関西テレビ） - 鎌田貴明 役[3]
- マウンテンドクター 第1話（2024年7月8日、関西テレビ） - 医師 役[4]
- 全領域異常解決室（2024年） - 花園信明管理官 役[5]
- バントマン 第9話（2024年12月7日、東海テレビ） - 眼科医 役[6]
- 日本一の最低男 ※私の家族はニセモノだった 最終話（2025年3月20日） - 大江戸区議会議員 役[7]
- 人事の人見 第4話（2025年4月29日） - 岩谷典孝 役

#### テレビ朝日
- 仮面ライダーキバ（2008年） - 生沢医師 役
- 遺留捜査
  - 第3シリーズ（2013年） - 菊池剛 役
  - SP4（2015年） - 中西学 役
- 緊急取調室（2014年） - 横村博史 役
- 土曜ワイド劇場
  - 「広域警察6」（2015年） - 和泉刑事課長 役
  - 「棟居刑事シリーズ9」（2016年） - 宮原晋吾 役
- DOCTORS〜最強の名医〜 新春SP（2018年） - 沖伸一郎 役
- 越路吹雪物語（2018年） - 竹内透 役
- BG〜身辺警護人〜（2018年） - 三井広報課長 役
- 日曜ワイド
  - 「越後純情刑事・早乙女真子」（2018年） - 本間清 役
- 特捜9（2018年） - 中岡孝 役
- 日曜プライム
  - 「復讐捜査〜警察犬と刑事の殺人追跡行〜」（2018年） - 荒巻監察官 役
  - 「黒薔薇 刑事課強行犯係 神木恭子2」（2019年） - 沖田刑事 役
- dele 第7話（2018年） - 児童福祉施設 施設長 役
- あなたには渡さない（2018年） - 渡辺社長 役
- ハケン占い師アタル（2019年） - 目黒円の父 役
- おっさんずラブ -in the sky-（2019年） - 郡山人事部長 役
- トモダチゲーム（2022年） - 沢良宣渉 役
- 七人の秘書 SP（2022年） - 加藤宏之 役
- 西村京太郎トラベルミステリー73 Final（2022年） - 李奇 役
- 家政夫のミタゾノ 第6シリーズ（2023年） - 国税局査察官 役
- 伝説の頭 翔 第3話（2024年8月2日） - 空手道場師範 役[8]

#### テレビ東京
- 逃亡者 おりん（2007年） - 加納半蔵 役
- 水曜ミステリー9
  - 「罪火」（2014年） - 高橋正行 役
  - 「松本清張特別企画 喪失の儀礼」（2016年） - 加藤医師 役
- ウルトラマンオーブ（2016年） - 阪井参謀長 役
- アイドル×戦士 ミラクルちゅーんず!（2017年） - 三鷹マネージャー 役
- ヘッドハンター（2018年） - 佐川弁護士 役
- 松本清張特別企画 犯罪の回送（2018年） - 桜井圭吾 役
- W県警の悲劇（2019年） - 中野刑事 役
- 八月は夜のバッティングセンターで。（2021年） - 村中和夫 役
- ただ離婚してないだけ（2021年） - 真田専務 役
- ジャンヌの裁き 第6話（2024年2月16日）

#### WOWOW
- ネオ・ウルトラQ（2013年） - 三上三佐 役
- 連続ドラマW
  - スケープゴート（2015年） - 長部官房長 役
  - オペレーションZ 〜日本破滅、待ったなし〜（2020年） - 村野正 役
  - 邪神の天秤　公安分析班 （2022年） - 里村悠紀夫 役

### 舞台
- 紅/パッション
- 穴/HOLE
- 貸席の女郎（特高警察警部）
- カチャーシー（佐山春樹）
- さらば恋人よ
- SETSUKO（黒崎礼二郎）
- 蒼天の道（山つよ）
- 変/CHANGE
- ラストダンス（河原純一）
- 龍馬のせんたく（山田藤吉、坂本龍馬、大場加太郎）

### CM
- キリンビール「本麒麟」
- アース製薬・ポリデント
- あいおい損害保険
- NTT東日本
- エバラ食品工業・焼肉のたれ
- コカ・コーラ
- サッポロビール
- JR東海
- JAS
- 資生堂・UNO
- ソニー
- ソニー損害保険
- 大正製薬
- 東武鉄道
- 東和薬品
- トヨタ自動車
- 日本通運
- 日本マクドナルド
- ニラク
- 任天堂・Wii
- バイク王&カンパニー
- はごろもフーズ・シーチキン缶詰
- 日立製作所
- ブルックスコーヒー
- 三菱電機
- 読売新聞

### ラジオ
- さあ、座ってお聞きなさい

### WEB
- 悪魔があなたを狙っている!
- 解決の糸口 ムコスタ（医師）
- ガトー・ドゥ・アマリ 期限表示改ざん事件（新社長）
- 電話の恋人（2004年、NETCINEMA.TV）（鏡太郎）
- 銀魂2 -世にも奇妙な銀魂ちゃん 「眠れないアル篇」（2018年8月18日、dTV） - トムの父[9]
- テレビ朝日映像 60周年ブランデッドムービー（2019年4月）
- REAL 恋愛殺人捜査班 Episode.4（2024年7月19日 - 、FOD） - 村雨和雄 役[10]

### PV
- anonymass